# Panda da Panda
Panda da Panda, pseudonimo di Thibo Girardon (Ystad, 7 aprile 1988), è un cantante svedese.

## Biografia
Panda da Panda è salito alla ribalta col primo album in studio Flaoua Paoua, classificatosi 49º nella Sverigetopplistan e certificato oro dalla IFPI Sverige. Ha in seguito pubblicato tre dischi, tra cui quello più recente Charlottenlund (2018).

## Discografia

### Album in studio
- 2013 – Flaoua Paoua
- 2016 – Den inre rymden (som är den del som ligger innanför månens bana)
- 2016 – Den yttre rymden (som är den del som ligger utanför månens bana)
- 2018 – Charlottenlund

### Singoli
- 2011 – Vem e du
- 2011 – Titta när han dansar
- 2012 – Spegelen
- 2013 – Rånare
- 2014 – Bermudatriangeln
- 2015 – Din vind (feat. Joy)
- 2015 – Meningen med
- 2017 – Slipa sanden
- 2018 – Enkelt
- 2018 – Vakna igen
- 2018 – Ljummen
- 2019 – Spegel tillbaka (con Joy)
- 2019 – Silverlinedance
- 2020 – Självbild
- 2020 – Öppna landskap (con Danne Stråhed)
- 2020 – Tillbaka
- 2020 – OK (2bchanged) (con Kasino)
- 2024 – Tripp för saj